# Cilicaea antennalis
Cilicaea antennalis är en kräftdjursart som beskrevs av Edward John Miers 1884.
Cilicaea antennalis ingår i släktet Cilicaea och familjen klotkräftor. Inga underarter finns listade i Catalogue of Life.